# My Fair Lady
My Fair Lady ist ein Musical aus dem Jahr 1956 mit der Musik von Frederick Loewe sowie Texten und Libretto von Alan J. Lerner. Es handelt sich um eine Adaption von Bernard Shaws Theaterstück Pygmalion. Dabei ist der Titel mehrdeutig und kann beispielsweise übersetzt werden mit „Meine schöne Dame“ oder „Meine Markt-Frau“ (engl. „fair“ = dt. „(Jahr)markt, Kirmes, Messe“), außerdem handelt es sich in Cockney um ein Wortspiel auf den Londoner Stadtteil Mayfair.
Das Musical spielt in London um 1912 und handelt vom Aufstieg der Blumenverkäuferin Eliza Doolittle, die nur Cockney spricht. Der Sprachforscher Professor Higgins trifft zufällig auf sie und wettet im weiteren Verlauf mit seinem Freund Oberst Pickering, dass er mit Hilfe seiner linguistischen Kenntnisse Eliza binnen weniger Monate in eine Dame verwandelt, die von höheren Kreisen anerkannt wird. Dies gelingt ihm nach anfänglichen Schwierigkeiten schließlich auch.

## Entstehung

### Idee
Die Idee zum Musical stammte von Gabriel Pascal. Er hatte Mitte der 1930er Jahre die Rechte an einigen Shaw-Stücken erworben und 1938 den Film Pygmalion – Der Roman eines Blumenmädchens produziert. George Bernard Shaw gab seine Komödie aber nicht zur Vertonung frei, erst nach seinem Tod konnte das Musical-Projekt nach langen Verhandlungen mit den Erben Shaws in Angriff genommen werden. Pascal trat an Komponisten und Textdichter wie Richard Rodgers und Oscar Hammerstein II, Leonard Bernstein, Gian Carlo Menotti, Betty Comden und Adolph Green mit dem Vorschlag der Musicalbearbeitung heran, aber erst bei Alan J. Lerner und Frederick Loewe stieß er auf Interesse.

### Adaption
My Fair Lady ist eine Adaption der am 16. Oktober 1913 im Wiener Burgtheater (in deutscher Übersetzung) uraufgeführten Komödie Pygmalion von George Bernard Shaw, die ihrerseits auf dem antiken Mythos von Pygmalion basiert, einem sagenhaften bildhauernden König, der sich in eine von ihm selbst geschaffene Statue verliebte. Weiterhin sind Bezüge zu Gottfried Kellers Erzählung Regine und zur historischen Person Elise Egloff denkbar. Die Veränderungen des Musical-Plots gegenüber der literarischen Vorlage entstammen zum Teil dem britischen Film Pygmalion – Der Roman eines Blumenmädchens von Anthony Asquith und Leslie Howard, an dessen Drehbuch Shaw selbst mitgearbeitet hatte und wofür er mit anderen 1939 einen Oscar erhielt.

### Unterschiede zu Pygmalion
Im Gegensatz zu My Fair Lady ist Eliza für Higgins in Shaws Pygmalion lediglich ein Versuchsobjekt, das er zu seiner eigenen Erbauung ausnutzt. Während sich in My Fair Lady aus dem Experiment eine Liebesbeziehung zwischen Eliza und Higgins entwickelt, bleibt in Pygmalion Elizas Liebe unerwidert. Nach dem Auftritt in der Oper, der im Musical zum Auftritt bei einem Ball wird, schickt Higgins Eliza aus dem Haus. Er habe jetzt den Grundstein für ihre Zukunft gelegt, und sie solle froh sein, dass er dafür nicht auch noch Geld verlange. Eliza verlässt tränenüberströmt das Haus und heiratet schließlich ihren Freund Freddy, der ihr schon die ganze Zeit Avancen gemacht hat.

## Handlung

### 1. Akt
Professor Higgins, ein angesehener Philologe und Phonetiker, trifft in London nach einem Opernbesuch in Covent Garden auf dem nahegelegenen Blumenmarkt auf die Blumenverkäuferin Eliza Doolittle. Ihre kraftvoll-vulgäre Sprache, die in der englischen Fassung mit starkem Cockney-Dialekt (in der deutschen Version oft mit Berlinerisch oder Wienerisch) ausgeschmückt ist, nimmt er als Beispiel für die Deformierung der Muttersprache (Kann denn die Kinder keiner lehren? / Why Can’t the English?). Higgins glaubt, dass der Mensch sich nicht über die Herkunft, sondern seine Sprache definiere; selbst ein Blumenmädchen wie Eliza, so Higgins, könne ihren Stand verbessern und eine anerkannte Dame sein, sogar einen respektablen Blumenladen führen, sofern sie richtiges Englisch spräche.

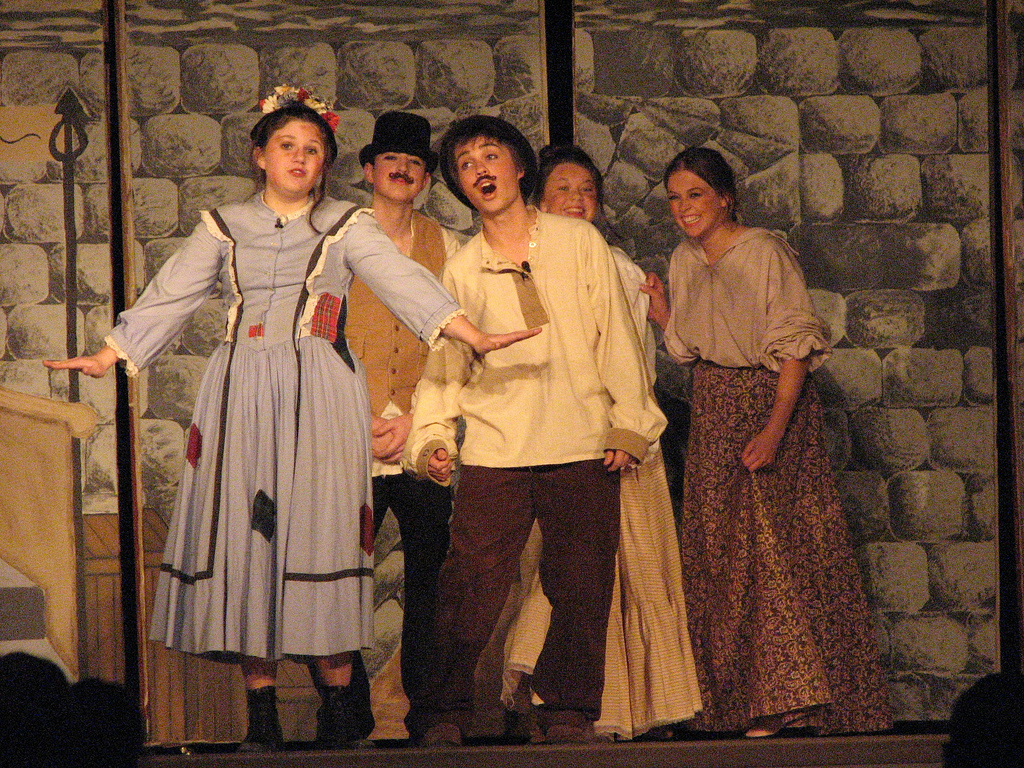
High-School-Produktion des Musicals My Fair Lady, Szene „Wouldn’t it be loverly?“

Eliza ist von dieser Vorstellung bezaubert, die Wünsche, die sie äußert, sind bescheiden: „Ein Zimmerchen mit einem Sofa drin, Gasbeleuchtung, Pralinen und nie mehr kalte Beine“ – (Wäre det nich wundascheen? / Wouldn’t It be Loverly?). Sie muss jeden Tag um ihren Lebensunterhalt kämpfen und zudem ihren Vater, Alfred P. Doolittle, durchbringen, der sich regelmäßig auf ihre Kosten durchs Leben schlägt. Doolittle hat es auf eine gewisse Art geschafft, nach seiner Façon zu leben, was er mit zwei Saufkumpanen (Mit ’nem kleenen Stückchen Glück / With a Little Bit of Luck) gehörig feiert. Er weist jede Verantwortung und Moral von sich und lebt in den Tag hinein. Auf diese Weise „gesellschaftlich“ vorbelastet und ohne Schulbildung, scheint es, als hätte Eliza keine Chance, je über den Status eines armen Blumenmädchens hinauszukommen.
Eliza nimmt Higgins Gerede für bare Münze und taucht beim Professor auf, um Sprachunterricht zu nehmen. Die Sache ist Higgins kaum einer Diskussion wert, da schlägt ihm sein Freund Oberst Pickering eine Wette vor: Wenn es Higgins gelänge, innerhalb von sechs Monaten aus Eliza eine Dame zu machen, übernähme er die Kosten der Ausbildung. Elizas „Abschlussprüfung“ soll der Diplomatenball im Buckingham Palace sein. Higgins nimmt die Wette an, Eliza bekommt ein Zimmer in seinem Haus zugewiesen, und es beginnt eine schwere Lehrzeit bei dem eingefleischten Junggesellen. Eliza muss von morgens bis abends sprechen üben, wird von Higgins ruppig und herablassend behandelt, sodass der Unterricht eher einer Dressur gleicht. Darüber kocht Eliza vor Wut und träumt von Rache (Wart’s nur ab!/Just You Wait).
Endlich gelingt Eliza der phonetische Durchbruch: Sie spricht „g“ statt „j“, „ei“ statt „e“ und nicht „i“, sondern „ü“ (Es grünt so grün / The Rain in Spain). Dies wird euphorisch gefeiert, und die völlig aufgedrehte Eliza findet in der Nacht keinen Schlaf (Ich hätt’ getanzt heut’ Nacht / I Could Have Danced All Night). Nun muss Eliza den Testlauf in der feinen Gesellschaft bestehen. Professor Higgins und Colonel Pickering wählen das Pferderennen in Ascot aus. Eliza erhält strenge Vorgaben für die Konversation; ihr wird erlaubt, über das Wetter und die Gesundheit zu sprechen. Doch auch diese scheinbar unverfänglichen Themen bergen ihre Tücken, so berichtet Eliza der feinen Gesellschaft im besten Englisch, dass ihre Tante „abgemurkst“ worden sei. Wenig später schockiert sie das Publikum, indem sie beim Rennen ihr Pferd mit dem Ausruf: „Lauf schneller, oder ich streu' dir Pfeffer in den Arsch!“ anfeuert.
Ihr unkonventionelles Auftreten in Ascot beschert ihr einen Verehrer aus besseren Kreisen: Freddy Eynsford-Hill ist sehr angetan von der hübschen und erfrischenden Eliza. Er beginnt in ihrer Straße zu patrouillieren, in der Hoffnung, dass Eliza einmal das Haus verlässt (In der Straße, mein Schatz, wo du lebst / On the Street Where You Live). Außerdem schreibt er ihr Liebesbriefe und schickt Blumen. Die Angebetete bekommt davon allerdings nicht viel mit. Sprechen kann sie zwar nun, aber ihre Bildung lässt nach wie vor zu wünschen übrig.

### 2. Akt
Der große Abend rückt heran und Eliza vermag beim Diplomatenball im Buckingham Palace zu brillieren. Sie verzaubert durch ihr außergewöhnliches und anmutiges Wesen. Es wird gerätselt, wer denn die schöne Fremde sei. Der ungarische Phonetiker Prof. Zoltán Kárpáthy, ein ehemaliger Schüler von Higgins, versucht Licht ins Dunkel zu bringen. Zu Higgins und Pickerings Erbauung lautet seine Diagnose: So sauberes Englisch spricht man nur im Ausland, seiner Meinung nach ist Eliza eine ungarische Prinzessin!
Am selben Abend beglückwünschen sich Higgins und Pickering gegenseitig für die gelungene Arbeit. Sie klopfen sich auf die Schultern (Sie sind’s, der es geschafft hat/You Did It) und feiern ihren Triumph. Eliza fühlt sich übergangen; sie wurde dressiert, hat funktioniert, doch der Ruhm geht allein an den Professor, für den sie die Wette gewann. Sie gibt Higgins zu verstehen, wie sehr sie sich missachtet und erniedrigt fühlt. Auf die Frage, was nun aus ihr werden soll, wirft Higgins ihr Undankbarkeit vor. Er meint, sie sei ein dummes Kind, und ist umso erstaunter, als Eliza am nächsten Tag verschwunden ist.
Zusammen mit Freddy Eynsford-Hill, der vor Higgins Haus Wache hält (Tu’s doch!/Show Me), besucht sie jenes Viertel Londons, in dem sie noch vor einem halben Jahr zu Hause war. Doch dort wird sie nicht mehr erkannt. Für eine Blumenfrau ist sie nun zu fein, aber für eine feine Dame fehlt ihr das Geld. Eliza fasst den Entschluss, selbst Phonetik zu unterrichten und Freddy zu heiraten.
Als sie Professor Higgins mit diesem Entschluss konfrontiert, muss er erkennen, dass er Eliza vermisst (Ich bin gewöhnt an ihr Gesicht/I’ve Grown Accustomed to Her Face), was Eliza hört, da sie wegen einiger Sachen, die sie noch holen will, sich zufällig im Haus des Professors aufhält. My Fair Lady endet zwar versöhnlich, bleibt jedoch offen: Während für Shaw’s Original es durch den Dichter eine später formulierte Auflösung gibt (Eliza heiratet Freddy tatsächlich), kommentierte dies Lerner: „Ich weiß nicht, ob Shaw recht hat.“
Der bekannteste Satz aus dem Musical ist Elizas Sprechübung The rain in Spain stays mainly in the plain, für den es in manchen Sprachen zwei Versionen gibt.

## Musik

### Titel
1. Akt
- Why Can’t the English? (Kann denn die Kinder keiner lehren)
- Wouldn’t It be Loverly? (Wäre det nich wundascheen?)
- With a Little Bit of Luck (Mit ’nem kleenen Stückchen Glück)
- I’m an Ordinary Man (Bin ein Mann wie jeder Mann)
- Just You Wait (Wart’s nur ab!)
- The Servant’s Chorus (Chor des Personals)
- The Rain in Spain (Es grünt so grün)
- I Could Have Danced All Night (Ich hätt’ getanzt heut’ Nacht)
- Ascot Gavotte
- On the Street Where You Live (In der Straße, mein Schatz, wo du lebst)

2. Akt
- The Embassy Waltz
- You Did It (Sie sind’s, der es geschafft hat)
- Show Me (Tu’s doch!)
- Get Me to the Church on Time (Bringt mich pünktlich zum Altar)
- A Hymn to Him (Kann denn eine Frau nicht sein wie ein Mann)
- Without You (Ohne dich)
- I’ve Grown Accustomed to Her Face (Ich bin gewöhnt an ihr Gesicht)

### Orchesterbesetzung
Die ursprüngliche Orchestrierung von Robert Russell Bennett und Philip J. Lang bestand aus: Querflöte, Piccolo, Oboe, Englischhorn, Klarinette (2), Fagott, Horn (2), Trompete (3), Posaune, Bassposaune, Tuba, Schlagzeug (2), Harfe, Violine, Bratsche, Violoncello, Kontrabass.
Für eine Wiederaufführung am Royal National Theatre (London) beauftragte der Musicalproduzent Cameron Mackintosh William David Brohn für eine Neuorchestrierung, sie verwendet folgende Instrumente:
Fl/Pic/Klar, Klar/Es-Klar/Fl, Ob/EH, Fag/BarSax/BassKlar, Hr (2), Trp/FlgHr/Kornett (2), Pos/Basspos/Euphonium, Schl, Hf, Key, Vi (4), Va, Vc, Kb

## Uraufführung und Auswahl an Erstaufführungen

### Uraufführung am Broadway (USA)
Die Uraufführung fand am 15. März 1956 mit Julie Andrews als Eliza und Rex Harrison als Professor Higgins im Mark Hellinger Theatre am Broadway in New York statt. Dem gingen Probeaufführungen ab dem 15. Februar 1956 im Shubert Theatre New Haven, Connecticut voraus. Im November 1957 übernahm Edward Mulhare die Rolle des Professor Higgins und ab Februar 1958 spielte Sally Ann Howes Eliza.
Der Name des Musicals stand bis zu den Proben noch nicht fest. Laut dem Dirigenten der Uraufführung Franz Allers wurde er durch den Regisseur Moss Hart gewählt. Es handelt sich um die letzte Zeile der ersten Strophe des bekannten englischen Kinderreims London Bridge is Falling Down.
Es führten Moss Hart Regie und Hanya Holm Choreographie, das Orchester leitete Franz Allers. Der Produzent Herman Levin konnte die Fernsehgesellschaft CBS zur Finanzierung gewinnen. Dies erlaubte einen großen Aufwand, der vom Publikum begeistert aufgenommen wurde, My Fair Lady lief bis zum 29. September 1962 am Broadway und brachte es dabei auf 2.717 Vorstellungen und umgerechnet über 80 Millionen Mark Einnahmen. Die Tantiemen, welche posthum an George Bernard Shaw flossen, gingen gemäß Testament an die Irische Nationalgalerie, an eine Londoner Theaterschule und an eine Stiftung zur Einführung eines neuen Alphabets. Allein von den ersten zwei Jahren der Aufführung betrugen sie umgerechnet 1,9 Millionen Mark. Columbia Records veröffentlichte eine LP mit Liedern aus der Aufführung, von der sich bereits bis zum Start des Kinofilms über 3,5 Millionen Exemplare verkauften. Frederick Loewe wurde allein von den Tantiemen der Schallplattenaufnahmen Dollar-Millionär.
1976, 1981 und 2018 wurde My Fair Lady am Broadway erneut aufgeführt.

### West End (London)
Am 30. April 1958 hatte die Übernahmeproduktion der New Yorker Inszenierung im Drury Lane Theatre, London West End Premiere, ebenfalls mit Moss Hart als Regisseur sowie Julie Andrews und Rex Harrison in den Hauptrollen. Sämtliche Karten bis Ende des Jahres 1958 waren bereits einige Monate vor der Premiere ausverkauft. Die Bücher von Shaw waren schon dabei gewesen, in Vergessenheit zu geraten, und verkauften sich nun wieder etwa 1000-mal pro Band und Monat — was auf dem Niveau von Agatha-Christie-Romanen lag.
Rex Harrison verließ das West End im März 1959 und wurde durch Edward Mulhare ersetzt. Julie Andrews blieb bis August 1959 in London, dann folgte Anne Rogers. Der letzte Vorhang fiel nach fünfeinhalb Jahre und 2281 Vorstellungen. My fair Lady wurde 1979, 2001 und 2022 wieder im West End aufgeführt.

### Teatro María Tereza Montoya (Mexiko)
Die erste Aufführung in spanischer Sprache fand unter dem Titel Mi bella dama bereits am 19. Januar 1959 in Mexiko am Teatro María Tereza Montoya in Monterrey statt. Sie kam dadurch zustande, dass Robert W. Lerner – der Bruder vom Texter des Musicals – damals in Mexiko lebte und das Vorhaben unterstützte. Professor Higgins wurde von Manolo Fábregas gespielt; Eliza von der unbekannten Schauspielerin Cristina Rojas, die sich für den Chor beworben hatte und dann für die Hauptrolle ausgewählt wurde. Später kam es zu Aufführungen in Guadalajara und Mexiko-Stadt. Es war ein ebenso großer Erfolg beim Publikum wie in New York, die enormen Kosten konnten mit den Eintrittskarten aber nicht ausgeglichen werden.
Wie vom Broadway bekannt wurde eine LP mit der Originalbesetzung veröffentlicht.

### Skandinavien
Da es dem Stockholmer Theateragenten Lars Schmidt gelungen war, die Aufführungsrechte für Skandinavien, die Niederlande und deutschsprachigen Länder zu bekommen, wurde My fair Lady in Nordeuropa noch vor vielen anderen Ländern gespielt. Mit einer Übersetzung von Gösta Rybrant fand die Premiere in Schweden bereits am 14. Februar 1959 statt, nämlich im Oscarsteatern in Stockholm, wo das Werk noch bis zum 11. Juni 1961 auf dem Programm stand.
Es ermöglichten der Revueautor Cab Brunila eine schwedisch-finnische Adaption ab dem 3. Dezember 1959 im Schwedischen Theater in Helsinki, Holger Bech und Arvid Müller Aufführungen in dänischer Sprache ab dem 2. Januar 1960 in Kopenhagen und André Bjerke in norwegischer Sprache ab dem 4. Januar 1960 in Oslo. 1962 folgten eine vollkommen finnische Version in Turku und eine isländische Version in Reykjavik. In allen Städten lief des Musical ebenso erfolgreich wie in New York oder London.

### Theater des Westens (Berlin)

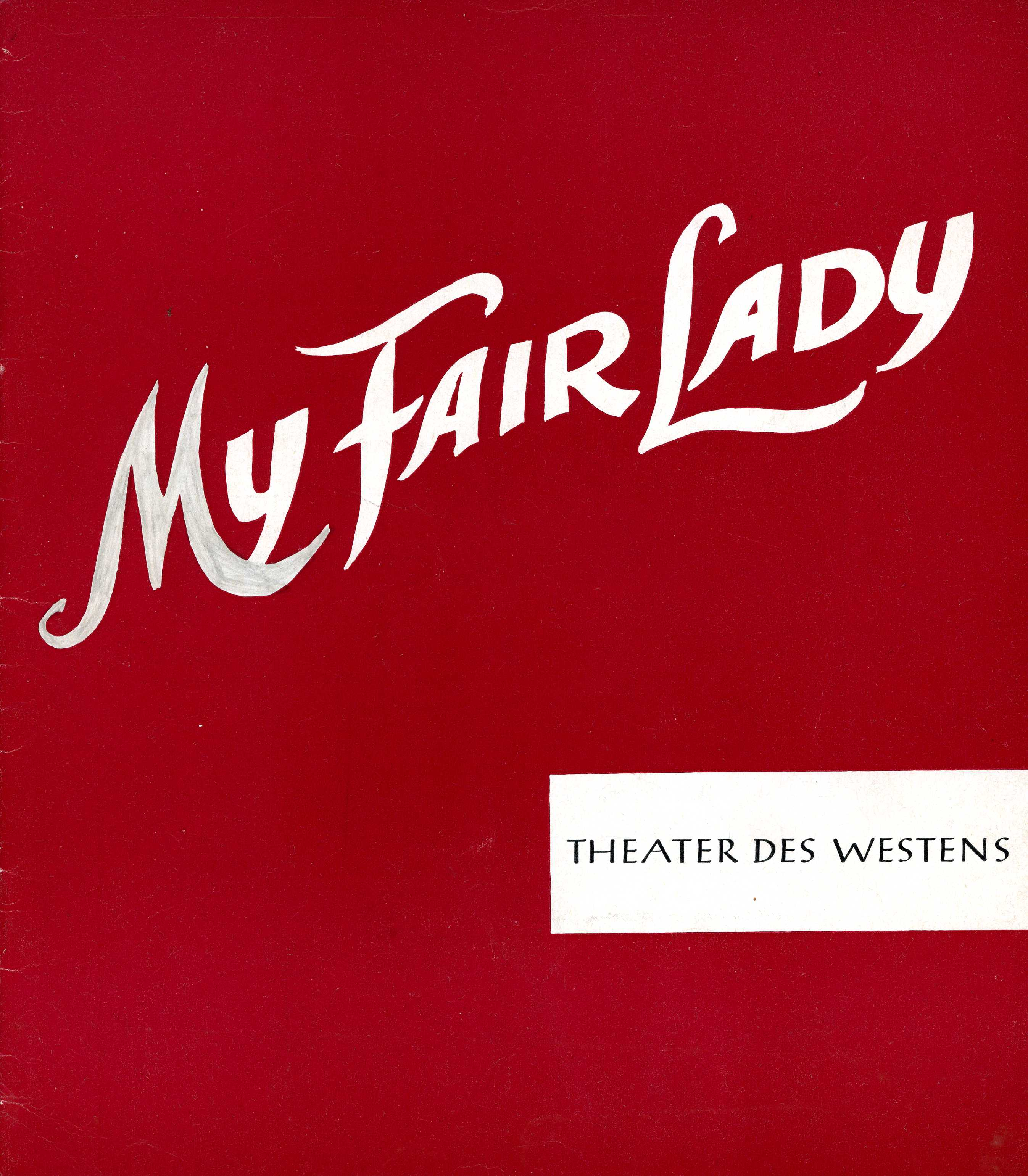
Berlin, 1961

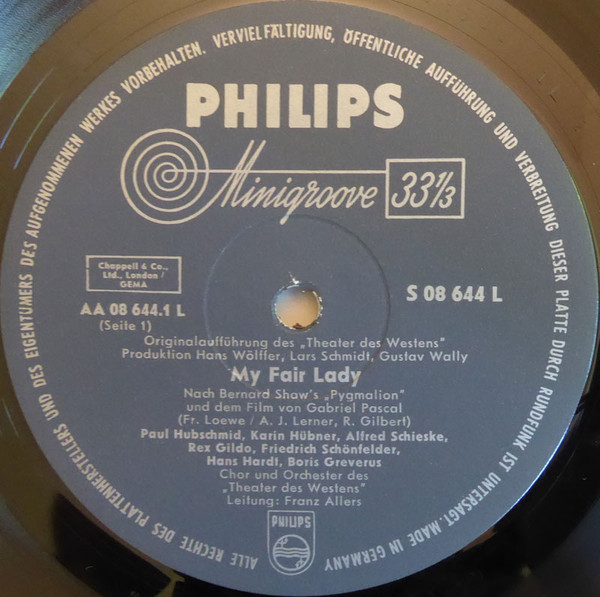
Schallplattenaufnahme der deutschen Aufführung

Die deutschsprachige Erstaufführung fand am 25. Oktober 1961 am Theater des Westens in Berlin statt. Die Übersetzung ins Deutsche unter Verwendung des Berlinischen schrieb Robert Gilbert, der für seine Arbeit sehr gelobt wurde. In der Inszenierung von Sven Aage Larsen spielte Karin Hübner Eliza und Paul Hubschmid Professor Higgins. Am 18. August 1963 fiel der letzte Vorhang und es folgte Annie Get Your Gun. Die Berliner My Fair Lady-Aufführung hatte insgesamt etwa zehn Millionen Mark gekostet und rund eine Million Zuschauer angezogen.
Die Aufführung erschien auch als My Fair Lady – Deutsche Originalaufnahme auf LP und avancierte zu einem der kommerziell erfolgreichsten Chartalben der deutschen Chartgeschichte. Sie wurde bis zur Premiere des Kinofilms nahezu ohne Werbung schon 500000-mal verkauft. Darüber hinaus hatten nur in Deutschland 237 Interpreten Titel aus My Fair Lady aufgenommen, darunter so bekannte Sänger wie Willy Millowitsch, Bruce Low oder Caterina Valente und Instrumentalisten wie der Orgelspieler Klaus Wunderlich, der Trompetenspieler Hazy Osterwald, die Orchesterleiter Werner Müller, Kurt Edelhagen oder Horst Jankowski.
1973 wurde My Fair Lady erneut am Theater des Westens aufgeführt und wiederum mit Paul Hubschmid in der Rolle des Professor Higgins — insgesamt brachte er es auf über 2.000 Aufführungen. Diesmal spielten Naëmi Priegel Eliza, Kurt Waitzmann Oberst Pickering, Kurt Pratsch-Kaufmann Elizas Vater und Käthe Haack Mrs. Higgins.

### Theater an der Wien (Österreich)
In Österreich wurde My fair Lady erstmals am 19. September 1963 am Theater an der Wien aufgeführt, es handelte sich um ein längeres Gastspiel mit der Originalbesetzung der Berliner Aufführung. Dann verfasste Robert Gilbert zusammen mit dem Kabarettisten Gerhard Bronner eine Version, in der Eliza Wienerisch spricht. Sie hatte am 18. November 1969 Premiere. Dabei wurde Eliza von Gabriele Jacoby gespielt und Professor Higgins von Josef Meinrad.

### Staatsoperette Dresden (DDR)
Die DDR-Premiere fand am 30. Oktober 1965 an der Staatsoperette Dresden statt, unter der Regie von Fritz Steiner und der musikalischen Leitung von Karl-Heinz Hanicke. Es kam zu 446 Vorstellungen, 1978 wurde dann die Spielgenehmigung entzogen. In der DDR hatte es mehrere Interessenten für die Erstaufführung gegeben, darunter das Metropol-Theater und mehrere andere Theater. Mit 2939 Aufführungen war My Fair Lady im Zeitraum von 1964 bis 1971 das mit Abstand am häufigsten gespielte Musical in der DDR, gefolgt von Mein Freund Bunbury mit 1300 Aufführungen.

### Übersicht der Hauptdarsteller
| Rolle                   | Broadway (1956)    | West End (1958)  | Berlin (1961)         | Kinofilm (1964)    | Dresden (1965)    | Wien (1969)         |
| ----------------------- | ------------------ | ---------------- | --------------------- | ------------------ | ----------------- | ------------------- |
| Eliza Doolittle         | Julie Andrews      | Julie Andrews    | Karin Hübner          | Audrey Hepburn     | Marita Böhme      | Gabriele Jacoby     |
| Professor Henry Higgins | Rex Harrison       | Rex Harrison     | Paul Hubschmid        | Rex Harrison       | Peter Herden      | Josef Meinrad       |
| Alfred P. Doolittle     | Stanley Holloway   | Stanley Holloway | Alfred Schieske       | Stanley Holloway   | Frithjof Hoffmann | Hugo Gottschlich    |
| Mrs. Higgins            | Cathleen Nesbitt   | Zena Dare        | Agnes Windeck         | Gladys Cooper      | Helene Gramont    | Erika von Thellmann |
| Oberst Hugh Pickering   | Robert Coote       | Robert Coote     | Friedrich Schönfelder | Wilfrid Hyde-White | Frithjof Hoffmann | Egon Jordan         |
| Freddy Eynsford-Hill    | John Michael King  | Leonard Weir     | Rex Gildo             | Jeremy Brett       | Manfred Stock     | Kurt Huemer         |
| Mrs. Pearce             | Philippa Bevans    | Betty Woolfe     | Karin Hardt           | Mona Washbourne    | Hannelore Fabry   | Edith Hieronimus    |
| Zoltan Karpathy         | Christopher Hewett | Max Oldaker      | Erich Fiedler         | Theodore Bikel     | Heinz Zimmer      |                     |
| Mrs. Eynsford-Hill      | Viola Roache       | Linda Gray       | Edith Eninger         | Isobel Elsom       | Anneliese Zänsler | Wanda Kobierska     |

## Verfilmung
My Fair Lady wurde unter der Regie von George Cukor mit Audrey Hepburn als Eliza und – wie bei der Uraufführung – Rex Harrison als Professor Higgins verfilmt. Seine Premiere fand am 21. Oktober und der Kinostart in Deutschland am 23. Dezember 1964 statt.

## Auszeichnungen
Theatre World Award 1956 für John Michael King in der Rolle des Freddy Eynsford-Hill
Tony Award 1957:
- Bestes Musical
- Bester Hauptdarsteller (Rex Harrison)
- Bestes Bühnenbild (Oliver Smith)
- Beste Musikalische Leitung (Franz Allers)
- Beste Kostüme (Cecil Beaton)
- Beste Regie (Moss Hart)

## Sonstiges
- In der Simpsons-Episode „Ein perfekter Gentleman“ (My Fair Laddy) wird das Musical parodiert.
- Die Episode „Liebe inmitten der Sterne“ der Serie Raumschiff Voyager bedient sich ebenso der Handlung des Musicals.
- In der Hörspielfolge „Der Fall der My Fair Lady“ der Reihe Sherlock Holmes Chronicles ist die Handlung mit einem Kriminalfall verwoben.
- In der 4. Folge der 3. Staffel der Zeichentrickserie Family Guy (Die Briten kommen) wird My Fair Lady parodiert. Stewie Griffin lehrt Eliza Pinchley wie eine Dame zu sprechen. Aus „Es grünt so grün“ wird „Das Leben von einem Weib endet meist, mit einem Messer im Leib.“

## Veröffentlichungen auf CD
- My Fair Lady - Original Broadway Cast (Julie Andrews, Rex Harrison, Stanley Holloway, Robert Coote, John Michael King) Universe UN 2 014
- Loewe: My Fair Lady (Gesamtaufnahme) (Original London Cast) Scl (Sony BMG)
- My Fair Lady – Deutsche Originalaufnahme, (Besetzung der deutschen Erstaufführung mit dem Orchester „Theater des Westens“, Paul Hubschmid, Karin Hübner, Friedrich Schoenfelder, Rex Gildo) Philipps (Universal). Dies ist das in Deutschland bis heute erfolgreichste Album der Chartgeschichte, mit 208 Wochen in den Top 10 und 88 auf Platz 1.
- Loewe: My Fair Lady (Wiener Fassung), (Orchester des Theater an der Wien, Josef Meinrad, Hugo Gottschlich, Gabriele Jacoby), Preiser
- My Fair Lady (Gesamtaufnahme), (Studio Cast: Kiri Te Kanawa, Jeremy Irons, John Gielgud, Jerry Hadley, Warren Mitchell) Decca
- Modern Jazz Performances Of Songs From My Fair Lady (Shelly Manne & Friends) (Shelly Manne, André Previn, Leroy Vinnegar) Contemporary Records